# Waris Ahluwalia
Pour les articles homonymes, voir Ahluwalia.
Waris Ahluwalia est un acteur et designer de joaillerie indo-américain, né en 1974,.

## Filmographie
- 2004 : La Vie aquatique de Wes Anderson, Vikram Ray.
- 2006 : Inside Man : L'Homme de l'intérieur de Spike Lee, Vikram Walia.
- 2007 : À bord du Darjeeling Limited de Wes Anderson,  le chef steward et contrôleur.
- 2009 : Rosencrantz and Guildenstern Are Undead de Jordan Galland, Hugo Pepper.
- 2009 : Amore de Luca Guadagnino, Shai Kubelkian.
- 2012 : Missed Connections de Martin Snyder, Pradeep.
- 2014 : The Grand Budapest Hotel de Wes Anderson, Monsieur Dino.
- 2015 : Beeba boys de Deepa Mehta, Manny.
- 2025 : Ballerina de Len Wiseman :  L'Œil